# آلاگوزوو
آلاگوزوو (انگلیسی: Alaguzovo) یک شهرک در شهرستان کیگینسکی استان باشقیرستان کشور روسیه است.